# Nesseler Gruppe
Die nesseler Gruppe ist ein im Jahre 1910 in Stolberg gegründetes Unternehmen der Bau- und Immobilienbranche. Es betreibt den Bau von Großprojekten für Industrie, Gewerbe und Handel sowie den Wohnungsbau auch ganzer Quartiere und Projekte des öffentlichen Baus im gesamten Rheinland, Ruhrgebiet und im Frankfurter Raum. Das Portfolio der nesseler Gruppe umfasst neben Bauleistungen ein breites Spektrum von Dienstleistungen, das von der Projektentwicklung über Planung bis hin zum Betrieb von Immobilien reicht. Der Firmensitz befindet sich seit 2003 in Aachen-Brand. Das Betonfertigteilwerk der Gruppe ist in Aachen-Forst angesiedelt.
Die folgende Darstellung orientiert sich an den Phasen der Unternehmensführung durch die Inhaber bzw. Gesellschafter der Familiengesellschaft. In allen Unternehmergenerationen waren neben den Inhabern angestellte Geschäftsführer und viele weitere loyale, kompetente und engagierte Mitarbeiterinnen und Mitarbeiter maßgeblich am Aufbau, an der Bestandssicherung und am Erfolg der Unternehmen beteiligt.
Die Unternehmensgruppe änderte in ihrer mehr als 100-jährigen Geschichte mehrmals ihre Firmennamen und ihre Corporate Identity. Sie wird in diesem Eintrag mit den jeweils in der betreffenden Zeit zutreffenden Namen bezeichnet.

## Anfänge
Zu Beginn des 20. Jahrhunderts war in Stolberg die Baufirma des Baumeisters und Architekten Carl Peltzer (* 1863) das dominierende Bauunternehmen am Ort, zu dessen bedeutendsten Aufträgen der Wiederaufbau der verfallenen Burg Stolberg sowie der Bau des alten Goethe-Gymnasium und der kaiserlichen Post gehörten. Nachdem im Jahr 1908 Carl Peltzer zusammen mit seinen Brüdern die Anteile der Teilhaber Moritz Kraus und Henry Walchenbach an der Zinkgussfabrik Kraus, Walchenbach & Peltzer nach deren Ausscheiden übernommen hatte und hierdurch diese Firma vollständig in den Besitz der Familie Peltzer gelangt war, übertrug er sein Unternehmen an die auch im Raum Stolberg operierende Leipziger Baufirma Castner & Hennig. Diese zeichnete in den Folgejahren besonders für die Erweiterungsbauten der Fabrikanlagen und eines neuen Verwaltungsgebäudes für die Firma William Prym GmbH & Co KG sowie für den Bau der Villa Waldfriede für die Familie Prym nach den Plänen des Architekten Gabriel von Seidl verantwortlich. Als Bauleiter vor Ort trat dabei erstmals Robert Grünzig in Erscheinung.

## Ära Robert Grünzig
Robert Grünzig (1880–1954) kam in Schönau bei Leipzig als Sohn eines Bauunternehmers auf die Welt, erlernte ebenfalls den Beruf des Baumeisters und trat 1906 zunächst als Bauführer und später als Prokurist in die Firma Castner & Hennig ein. Bereits 1910 übernahm Grünzig als persönlich haftender Gesellschafter die Anteile des ausgeschiedenen Teilhabers Castner, woraufhin die Firma sich in Henning & Grünzig umbenannte. Das Unternehmen expandierte nun weiter und erhielt auch außerhalb Stolbergs bedeutende Bauaufträge. Nachdem sich der Gesellschafter Hennig im Jahre 1918 ebenfalls zurückgezogen hatte, wurde Grünzig Alleininhaber des Unternehmens und firmierte es auf seinen Namen Robert Grünzig Bauunternehmen um, mit Hauptsitz in der Zweifaller Straße in Stolberg. Noch im gleichen Jahr erwarb Grünzig mit einer großen Ziegelei im Bereich der heutigen Sittarder Straße in Forst ein erstes Standbein außerhalb Stolbergs.
Grünzig profitierte von dem beginnenden Boom der Goldenen Zwanziger, erhielt jetzt auch erstmals Bauaufträge von der Technischen Hochschule in Aachen und stieg ab 1927 verstärkt in den Siedlungswohnungsbau ein. Mit rund 1200 Mitarbeitern im Jahr 1928 war ein erster Höhepunkt der Firmengeschichte erreicht, bevor sich die Auswirkungen der folgenden Weltwirtschaftskrise im Baugewerbe durchsetzten und auch in Grünzigs Firma zunächst zu Entlassungen führten.
Unter der Federführung des Euskirchener Zentrumspolitikers und Reichstagsvizepräsidenten Thomas Esser wurde er dazu berufen, neben der Thyssen AG und der Mannheimer BBC mit seinem Unternehmen als einer von drei Gesellschaftern in die 1929 gegründete Westmark Industrie GmbH Aachen einzutreten, deren ausschließliche Aufgabe es war, das Steinkohlenbergwerk in Faulquemont in Lothringen im Rahmen der Deutschen Reparationen nach dem Ersten Weltkrieg zu errichten. Grünzig zeichnete hierbei verantwortlich für den Bau der Werksanlagen, des Verwaltungsgebäudes, den Bau der dazugehörenden Wohnsiedlungen sowie der Erstellung der gesamten Gleisanlagen. Allein für diese Bauvorhaben beschäftigte Grünzig zeitweise mehr als 900 Mitarbeiter. Allerdings wurde dabei sowohl Thomas Esser als auch den drei Gesellschaftern von der nun in Deutschland an die Macht strebenden NSDAP unterstellt, Schmiergelder für dieses Bauvorhaben erhalten zu haben. Die Vorwürfe erwiesen sich aber als haltlos und die bereits angelaufenen Gerichtsverfahren wurden eingestellt.
Anfang der 1930er Jahre erwarb Grünzig ein Marmorwerk im Bereich der heutigen Eynattener Straße in Aachen sowie im Jahr 1932 eine weitere Ziegelei in der Nordstraße in Brand bei Aachen und eröffnete ein Jahr später in der Schießstraße in Düsseldorf die Niederlassung Bauunternehmung Grünzig GmbH, die ab 1937 von seinem Sohn Hans Grünzig als geschäftsführendem Gesellschafter geleitet wurde. 1934 trat Robert Grünzig in die NSDAP ein. 1938 übernahm er für 641.000 Reichsmark zusammen mit seinem Schwiegersohn Ludwig Charlier die Aachener Tuchfabrik Marx & Auerbach an der Ecke Templergraben-Eilfschornsteinstraße. Der jüdische Vorbesitzer Fritz Marx, der sein Unternehmen bereits in der vierten Generation führte, musste seine Fabrik im Rahmen der nationalsozialistischen Arisierung weit unter Wert verkaufen und emigrierte daraufhin, nachdem er von dem Verkaufserlös noch die Judenabgabe und die Reichsfluchtsteuer zahlen musste, im Dezember 1938 fast mittellos in die USA. Die von Grünzig erworbene Tuchfabrik wurde fortan unter Grünzig & Charlier und später, nach Ausscheiden Charliers, als Grünzig & Co umbenannt. Nach dem Zweiten Weltkrieg wurde 1948 die im Krieg stillgelegte Fabrik von Erna Grünzig (1920–2013), der jüngsten Tochter Robert Grünzigs, und ihrem Ehemann Hans-Hubert Neßeler wieder in Betrieb genommen und Mitte der 1950er Jahre zum Indeweg nach Brand verlagert, wo sie bis 1963 betrieben wurde. Nach dem Zweiten Weltkrieg entschädigte Robert Grünzig den Vorbesitzer der Tuchfabrik Fritz Marx zum Ausgleich des 1938 zu gering bemessenen Firmenwerts.
Das Bauunternehmen selbst erhielt noch vor Kriegsausbruch zahlreiche auch kriegsrelevante Bauaufträge und verfügte zeitweise über mehr als 2700 Mitarbeiter. Während der Kriegsjahre wurde die Firma der Organisation Todt unterstellt und war zusammen mit anderen Bauunternehmen in Form von Arbeitsgemeinschaften an zahlreichen weiteren militärischen Baumaßnahmen beteiligt. In Zusammenhang damit stellte auch die Firma Grünzig ausländische Zivil- und NS-Zwangsarbeiter ein. Ab dem Jahr 2000 beteiligte sich die spätere Nesseler Grünzig Gruppe an der Stiftung „Erinnerung, Verantwortung und Zukunft“, die Entschädigungszahlungen an ehemalige NS-Zwangsarbeiter leistete.
Das Unternehmen übernahm nach dem Krieg den Neu- und Wiederaufbau zahlreicher Wohn- und Geschäftshäuser, Verwaltungsgebäude und Kirchen, besonders in Aachen und Düsseldorf. Unter anderem rekonstruierte Grünzig eines der Wahrzeichen Aachens, den 1943 vollständig zerstörten Elisenbrunnen. Wiederaufgebaut wurde auch das Haus Nuellens, die heutige Elisengalerie, welche seit den 1930er Jahren als Aachener Firmensitz sowie ab 1949 als Wohnsitz von Robert und Christine Grünzig geb. Roskopf diente. Zugleich errichtete Robert Grünzig auf dem Gelände der Ziegelei in Brand, die mittlerweile außer Betrieb war und auf deren Gelände sich der Bauhof befand, ein Logistikcenter mit Schreinerei, Sägerei, Fuhrpark und Tankstelle.
Robert Grünzig verstarb 1954. Er fand seine letzte Ruhestätte auf dem Stolberger Friedhof.

### Bauten in der Ära Robert Grünzig (Auswahl)
In Verantwortung der Firma Henning & Grünzig, Stolberg:
- Zinkhütte Nievenheim, welche zur Gesellschaft für Bergbau, Blei- und Zinkfabrikation Stolberg gehörte, 1910er Jahre
- Brikettfabrik Zukunft Weisweiler, 1910er Jahre
- Verwaltungsgebäude der Waggonfabrik Fa. Goossens, Lochner & Co in Aachen-Brand, 1913

In Verantwortung der Firma Robert Grünzig, Stolberg:
- Verwaltungsgebäude der Waggonfabrik Talbot Aachen, 1920er Jahre
- Aachener Werksanlagen des belgischen Reifenherstellers Englebert, 1920er Jahre
- Haus der Studentenschaft der RWTH Aachen, 1923
- Siedlungsbauten für den Eschweiler Bergwerksverein, ab 1927
- Siedlungsbauten für die Gewerkschaft Grube Carolus Magnus in Übach-Palenberg, ab 1927
- Werksgebäude, Gleisanlagen, Verwaltungsgebäude und Wohnsiedlung für die Societé de Carbonnages in Faulquemont, 1930er Jahre
- Wiederaufbau Haus Nuellens am Elisenbrunnen Aachen 1948/49
- Wiederaufbau Elisenbrunnen Aachen nach 1952/53

Im Auftrag der Organisation Todt:
- Luftschutzanlagen Aachen, Vlissingen und Lorient
- Kriegsmarinesiedlung Fedderwardergroden, 1938/39
- Werksanlagen der Gesellschaft für Elektrometallurgie in Böhlen/Leipzig und der Dynamit AG in Kaufbeuren, 1939/40
- Unterirdische Benzinhydrierungsanlagen für das Projekt Schwalbe 1, 1943/4

## Ära Hans Grünzig
Hans Grünzig (1909–1986), ältester Sohn von Robert Grünzig, studierte an der Technischen Hochschule in Aachen Bauingenieurwesen und übernahm 1937 als geschäftsführender Gesellschafter die Niederlassung in Düsseldorf. Nach dem Tod seines Vaters stieg Hans Grünzig gemeinsam mit seiner Schwester Barbara, verheiratete Laschet, als Komplementär in das Hauptunternehmen ein und strukturierte dieses zukunftsweisend um. Nach der Schließung im Jahr 1963 der von seiner jüngsten Schwester Erna und ihrem Mann Hans-Hubert Neßeler geführten Tuchfabrik am Indeweg in Aachen-Brand, rüstete Grünzig das Gelände und die Anlagen in ein Betonfertigteilwerk um.
Ein größeres und moderneres Betonfertigteilwerk entstand ab 1967 in der mittlerweile stillgelegten Ziegelei an der Sittarder Straße in Aachen-Forst. Dieses erste Werk seiner Art wurde 1970 in die Westdeutsche Fertigteilwerk Grünzig GmbH überführt. Eine strategische Kooperation führte zum Eintritt weiterer Bauunternehmer in die Gesellschaft, die seit 1973 als WFG West-Ferteilteilbau GmbH firmierte. Ein Jahr später stieg es zum zweitgrößten Werk dieser Art in Nordrhein-Westfalen auf. Als die Beteiligungskooperation 1976 endete, wurde die WFG wieder als Betriebsabteilung in die Firma Bauunternehmung Grünzig GmbH eingegliedert.
1970 verlegte Hans Grünzig die Düsseldorfer Bauunternehmung Grünzig GmbH nach Aachen, sie übernahm im Rahmen einer sog. Betriebsaufspaltung die Ausführung aller Bauleistungen, die bis dahin im Aachener Raum von der Robert Grünzig KG ausgeführt worden waren. Die Niederlassung Düsseldorf wurde 1986 geschlossen. Außerhalb Aachens übernahm Hans Grünzig schließlich 1977 noch das Bauunternehmen Hermann Bock KG in Düren, welches auf Tief- und Rohrleitungsbau spezialisiert war.
Ebenfalls im Jahr 1977 schied der Gesellschafterstamm Laschet aus der Unternehmensgruppe aus.
Unter der Leitung von Hans Grünzig konnte die Leistungspalette des Unternehmens deutlich erweitert werden. So wurden neben den wie bisher durchgeführten Hochbauten nun auch Aufträge zum Bau von Brücken und Kläranlagen sowie im Straßen-, Tief- und Rohrleitungsbau übernommen. Vor allem durch die Gründung der WFG wurde ab den 1970er Jahren der Betonfertigteilbau, daneben auch das Schlüsselfertige Bauen zu maßgeblichen Schwerpunkten des Unternehmens. Dazu schloss sich Grünzig oftmals und je nach Größe des zu errichtenden Objektes mit anderen renommierten Bauunternehmen zu Arbeitsgemeinschaften (Argen) zusammen.
Dennoch blieb auch die Bauunternehmung Grünzig GmbH in den 1980er Jahren von der allgemeinen Rezession am Bau nicht verschont: Aufträge gingen zurück und Mitarbeiter mussten entlassen werden. Für die soziale Absicherung dieser Mitarbeiter hatte Hans Grünzig bereits in den 1950er Jahren vorgesorgt und als eines der ersten Unternehmen der Region eine betriebliche Altersversorgung eingeführt.
Als gebürtiger Stolberger war Hans Grünzig auch dem örtlichen Fußballverein Stolberger SV verbunden, für den er im Jahre 1956 die nach seinem Vater benannte Robert Grünzig-Kampfbahn erbaute und von dem er später zum Ehrenvorsitzenden ernannt wurde. Noch wenige Monate vor seinem Tod übernahm er erneut die Leitung des Vereins und organisierte im Jahr 1985 maßgeblich die Veranstaltung zum 75-jährigen Vereinsjubiläum.
Hans Grünzig verstarb im Jahr 1986.

### Bauten in der Ära Hans Grünzig (Auswahl)
- Neue Synagoge Düsseldorf, 1950er Jahre
- Fabrikationsanlagen der 3 Pagen Versand und Handelsgesellschaft in Alsdorf-Hoengen, 1954
- Kreishaus Aachen, Rohbau- und Natursteinfassade (Arge), 1957
- Hochbauten des Kreiskrankenhauses Würselen, 1966
- St. Gregorius Aachen, 1967
- Rohbauarbeiten des Universitätsklinikums Aachen (Arge und ASBA GmbH), 1970er Jahre
- Verfügungszentrum der RWTH Aachen, 1971
- Staatshochbauamt Kopernikusstraße Aachen, 1972
- Bushof Aachen, 1974
- Karman-Auditorium, 1977 (Arge)
- Kongresszentrum  Eurogress Aachen, 1977 (Arge)
- ehemaliges Polizeipräsidium Aachen-Soers, 1978
- Großraumsiedlung Driescher Hof in Aachen-Forst, 1960–1980
- Finanzamt Aachen-Außenstadt – schlüsselfertig (Arge)
- Finanzamt Düsseldorf – schlüsselfertig (Arge)

## Joachim & Hubertus Neßeler, dritte Familiengeneration
Im Jahr 1977 war der Gesellschafterstamm Laschet, der ein Drittel des Eigentümerkapitals besessen hatte, ausgeschieden. In wirtschaftlich schwierigen Zeiten übernahmen 1982 Joachim und Klaus Neßeler, Enkel des Firmengründers und Söhne des Landwirts Hans Hubert Neßeler und seiner Ehefrau Erna, geb. Grünzig, Tuchfabrikantin, die Geschäftsführung des Bauunternehmens als persönlich haftende Gesellschafter der Obergesellschaft Robert Grünzig KG. 
Im Jahr 1983 wurde die Unternehmensgruppe durch eine Realteilung zwischen den verbliebenen Gesellschafterfamilien Grünzig und Neßeler aufgespalten. Die Familie Grünzig übernahm in diesem Zuge das Marmorwerk und einen Teil der Firmenimmobilien. Einige Jahre später wurde von den Inhaberfamilien Thelen und Dietrich das Marmorwerk von der Eynattener Straße in Aachen zur Nordstraße in Aachen-Brand, dem früheren Bau- und Betriebshof, verlegt. Die Nachkommen von Hans Grünzig führen – nach Schließung des Marmorwerks – unter der Firmierung Grünzig GmbH & Co KG ein gesellschaftsrechtlich vollständig von der nesseler grünzig gruppe getrenntes Unternehmen mit Schwerpunkt Errichtung von Wohn- und Gewerbeimmobilien in Aachen und Umgebung. 
So verblieb in der von der Familie Neßeler weitergeführten Grünzig Gruppe noch etwa ein Drittel des vormaligen Unternehmensvermögens. Klaus Neßeler schied 1985 als Gesellschafter und Geschäftsführer aus der Unternehmensgruppe aus. Seitdem war Joachim Neßeler alleiniger und bis 1997 persönlich haftender Gesellschafter der dadurch umfirmierten Robert Grünzig, Inhaber Joachim Neßeler, der Obergesellschaft der Gruppe.
Seit Beginn der 1980er Jahre konzentrierte sich die Grünzig Gruppe verstärkt auf den Schlüsselfertigbau mit Rohbau und Betonfertigteilen aus eigener Produktion. Kunden waren damals Unternehmen aus Industrie, Gewerbe und Handel sowie Projektentwickler für Zweckbauten und Bauträger für Wohnbauten. In den folgenden rund 20 Jahren wurden keine öffentlichen Bauprojekte im Submissionswettbewerb angeboten. Joachim Nesseler setzte durchgreifende Reformen um. Die Dürener Hermann Bock KG wurde mit der Bauunternehmung Grünzig GmbH verschmolzen. Die Tief- und Kabelbauarbeiten wurden aufgegeben.
1992 trat der jüngere Bruder Hubertus Neßeler in die Unternehmensgruppe ein. Zusammen erweiterten Joachim und Hubertus Neßeler die Gruppe um die Schwestergesellschaft nesseler projektidee gmbh, an der sie (Joachim Nesseler über seine Gesellschaft Robert Grünzig) jeweils 50 % des Gesellschaftskapitals halten. Geschäftszweck ist Projektentwicklung und Bauträgerschaft. 
Im Jahr 1994 wurde der Grünzig Bau GmbH die Qualitätsnorm ISO 9001 zugesprochen.
Seit 1995 übernahm die Grünzig Plan GmbH Bauplanungsleistungen, zunächst im Bereich der Architektenplanung, später auch auf dem Feld der haustechnischen Planung.
In den 2000er-Jahren richtete sich das Augenmerk neben Neubauten auch auf Modernisierungen und Sanierungen. Im Jahr 2002 ändert die Familienfirmengruppe ihre Firmierungen; die bisherigen Grünzig-Firmen heißen nun nesseler grünzig bau und nesseler grünzig plan. Die Logos der der planenden und bauenden Seite ähneln dem Logo der Projektentwicklungsfirma.
Die Grünzig Bau GmbH erhielt im Jahr 2005 die Zertifizierung des Arbeitsschutzmanagementsystem Bau der Berufsgenossenschaft Bau und eine Auszeichnung für ihre IT-Sicherheitslösungen.
Ebenfalls in 2005 wurde die nesseler bauwerk gmbh gegründet. Sie übernahm ab Anfang 2006 alle Rohbauarbeiten, sowohl für die Schlüsselfertigprojekte der nesseler bau als auch für dritte Kunden. Im Jahr 2012 folgte die Gründung der nesseler betrieb gmbh & co kg. Ihre Aufgabe ist das Betreiben von Immobilien mit den Schwerpunkten der Kontrolle, der Steuerung und des Betriebs von haustechnischen Anlagen.
Durch diese gesamte Neuaufstellung unter der Firmierung nesseler grünzig gruppe konnten aus ganz Deutschland Planungs- und Bauaufträge hereingeholt, zunehmend größere, komplexere Projektentwicklungen realisiert und der Gesamtumsatz der Gruppe mit rund 220 Mitarbeitern auf mehr als 120 Millionen Euro (2013) gesteigert werden. 
Seit 2003 befindet sich der Sitz der Unternehmensgruppe mit ihrer Verwaltung in Aachen, Indeweg 80, dem Standort der ehemaligen Tuchfabrik Grünzig & Co. Das Betonfertigteilwerk und der Bauhof haben ihre Betriebsanlagen in Aachen-Forst, Sittarder Straße 20.
Für sein soziales Engagement sowohl für die Belange seiner Firmenmitarbeiter als auch für öffentliche Projekte wurde Joachim Nesseler im Jahr 2010 mit dem Preis Aachen sozial ausgezeichnet.

### Projekte der nesseler grünzig gruppe (Auswahl bis 2015)
- Pascalprojekte, 4 multifunktionale Büroimmobilien Aachen, Projektentwicklung, Planung, schlüsselfertige Bauausführung und Betrieb, 1996–2005
- Lammerting Technologiepark Köln, 1998–2009
- Annapark-Center Alsdorf, 2001–2002
- Fabrikbauten mit Reinraumlaborflächen Brehna bei Leipzig, 2002–2008
- Logistikhalle Bingen, Betonfertigteilkonstruktion 2007–2008
- Physikersiedlung Köln-Porz, 1998–2010
- Frey AG, Diverse Geschosswohnungs- und EFH-Projekte 2010–2016
- Ärztehaus Luisenhospital Aachen 2009–2010
- Aixtron AG Bürogebäude und Produktionshallen inkl. Produktionstechnik Herzogenrath, 2010–2011
- Kopfgebäude Neusser Hafen 2012–2014
- Development Partner AG, Büro und Geschäftshaus Düsseldorf 2012–2014
- Deutscher Olympischer Sportbund, Planung und schlüsselfertiger Neubau sowie Revitalisierung von Büroflächen Frankfurt 2014–2016
- Klanggarten 1 und 2 Köln, gefördert finanzierter Wohnungsbau 2013–2015
- Bürogebäude FEV Aachen 2015–2016
- P3 group Bürogebäude Aachen 2012–2013
- Postgalerie Speyer Revitalisierung einer denkmalgeschützten Immobilie und Umnutzung als Fachmarktzentrum 2011–2012
- nesseler HOPF Projekt SeeBogen Essen 2011–2014
- Bürogebäude Delta D mit Headquarters Rheinmetall, Düsseldorf 2014–2016

## Übergang zur vierten Familiengeneration
Im Jahr 2015 schied Joachim Nesseler aus der operativen Führung der Unternehmen der nesseler grünzig gruppe aus. Er blieb jedoch Geschäftsführender Gesellschafter seiner Holdinggesellschaft robert grünzig gmbh & co kg. Die Führung der Unternehmensfelder Planen, Bauen und Betreiben übernahmen nun Karl-Peter Arnolds, bereits seit 2008 Geschäftsführer und nun als Vorsitzender der Geschäftsführung, sowie Fritz Schupp, kaufmännischer Geschäftsführer. Im Jahr 2018 wurde Andreas Klinkenberg zum weiteren Geschäftsführer bestellt.
Am 1. Oktober 2018 gründete die nesseler Gruppe eine Niederlassung der nesseler bau gmbh in Frankfurt am Main. Im gleichen Monat wurde die nesseler grünzig gruppe als eine von 23 Finalisten zu Deutschlands „Bauunternehmen des Jahres“ 2018 gewählt. Ausgelobt wurde der Wettbewerb von der Technischen Universität München – Lehrstuhl Bauprozessmanagement und Immobilienentwicklung (LBI), in Zusammenarbeit mit dem Fachmagazin THIS.
Eine Erweiterung des Leistungsspektrums der Projektentwicklungs- und Bauträgeraktivitäten erfolgte im Jahr 2019 durch Gründung der Maklergesellschaft nesseler home gmbh & co kg. Geschäftsführende Gesellschafter sind Hubertus Neßeler und sein Sohn Nisse Neßeler, der im Jahr 2016 in die nesseler projektidee eingetreten war.
Im Mai 2020 tritt auch in der Familie von Joachim Nesseler und seiner Frau Martina, geb. Sturm, die vierte Generation in das Familienunternehmen ein. Joachim Nesseler, bis dahin Alleineigentümer der robert grünzig gmbh & co kg, überträgt seiner Frau und den gemeinsamen Kindern Anteile an seiner Holdinggesellschaft.
Eine besondere Bedeutung widmete die Unternehmensgruppe der Qualität ihrer Bauleistungen. Dazu entwickelte die nesseler gruppe in den 2010er-Jahren eine cloudbasierte Qualitätsprüfungs-Software und App, die seit Dezember 2015 in allen Bauaufträgen der Gruppe eingesetzt wird. Diese Lösung wurde als Software as a Service (SaaS) in der Folge auch ersten dritten Partnern zur Verfügung gestellt. Im Jahr 2021 wurde das System aus der nesseler bau gmbh heraus in die eigenständige Gesellschaft n.core BUILD übertragen.
Ebenfalls im Jahr 2021 veränderte die Gruppe erneut ihren Markenauftritt mit einheitlichem Logo für alle Unternehmensbereiche und mit unterschiedlichen Logofarben.
Im Jahr 2022 wird Nisse Neßeler zum Geschäftsführer der nesseler projektidee gmbh berufen, die er nun gemeinsam mit Hubertus Neßeler führt.